# Ramal ferroviario Bahía Blanca-Carmen de Patagones
El Ramal Bahía Blanca - Carmen de Patagones pertenece al Ferrocarril General Roca, Argentina. Recibió el número 59 en la lista de ramales del ex Ferrocarril del Sud. Fue reactivado en septiembre de 2023, prestando servicios de cargas actualmente.

## Ubicación
Se halla enteramente en la provincia de Buenos Aires, dentro de los partidos de Bahía Blanca, Villarino y Patagones.

## Características
Es un ramal de la red del Ferrocarril General Roca. Tiene una extensión de 282 km entre Bahía Blanca y Carmen de Patagones. Está a cargo de la empresa estatal Trenes Argentinos Operaciones.

## Servicios
Actualmente es operado por Tren Patagónico S.A. que corre un tren de carga semanal desde San Antonio Oeste hasta Grünbein, circulando por la totalidad de este ramal. Debido al mal estado de la infraestructura y el abandono sufrido durante los años que no circularon trenes, la velocidad máxima de circulación por el ramal es de 30 km/h, dificultando el regreso de trenes de pasajeros. 
Tras la cancelación de los servicios de Ferrocarriles Argentinos, las empresas provinciales Ferrobaires, de la Provincia de Buenos Aires, y SEFEPA, de la Provincia de Río Negro, continuaron prestándolos hasta 1994 y 1995, respectivamente, utilizando el ramal para unir Plaza Constitución con San Carlos de Bariloche. En noviembre de 2003 Ferrobaires restituyó el servicio como una prolongación de sus trenes desde Bahía Blanca Sud pero solamente hasta Carmen de Patagones. A principios de 2011 se volvió a cancelar el servicio, no habiendo sido restituido. 
En septiembre de 2013 se realizó un viaje de prueba con una formación de Trenes Argentinos Operaciones uniendo Plaza Constitución y Bariloche, verificándose el deterioro de la infraestructura (principalmente en los primeros 70 km saliendo de Bahía Blanca al sur). Desde entonces, el ramal es utilizado periódicamente para transportar insumos y material rodante desde y hacia los Talleres Spurr, en Bahía blanca. También se utiliza para traslados de Tren Patagónico desde y hacia Viedma.
A partir del 9 de agosto de 2019, los trenes de la empresa estatal rionegrina Tren Patagónico extendió sus servicios desde y hacia San Carlos de Bariloche a la Estación Carmen de Patagones; una ampliación de casi 7 km en vistas a futuro de llegar a Bahía Blanca y combinar tres veces por semana con el servicio de Trenes Argentinos Operaciones y en estudios de recuperar el trayecto completo que efectuaba el Expreso Arrayanes. Sin embargo, el viaje hacia Bariloche partiendo de Carmen de Patagones se llevó a cabo tan solo una vez, partiendo actualmente de la ciudad rionegrina de Viedma como históricamente hizo la empresa provincial.
Se estimaba su reapertura para octubre de 2023, luego de haberse realizado tareas de reparación de la infraestructura por parte de la empresa rionegrina, logrando una velocidad máxima de circulación estimada de 30 km/h.

## Imágenes

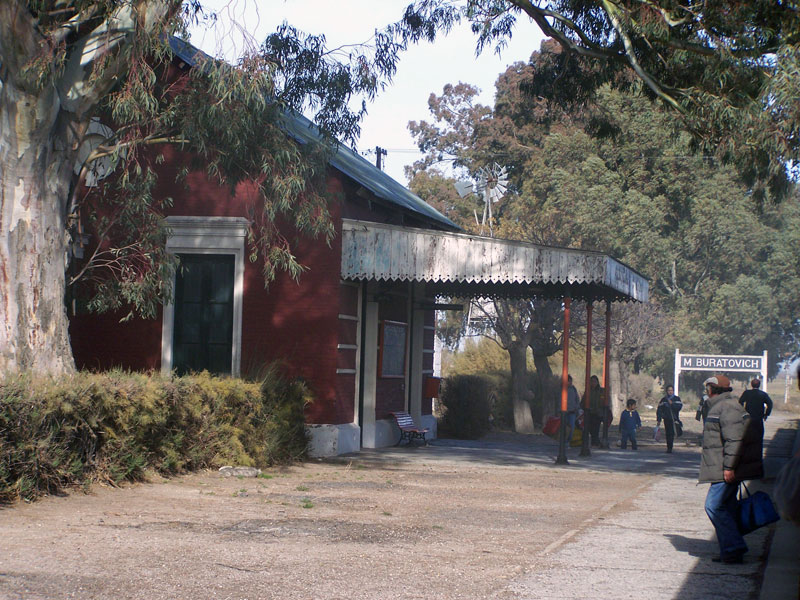
Estación Buratovich
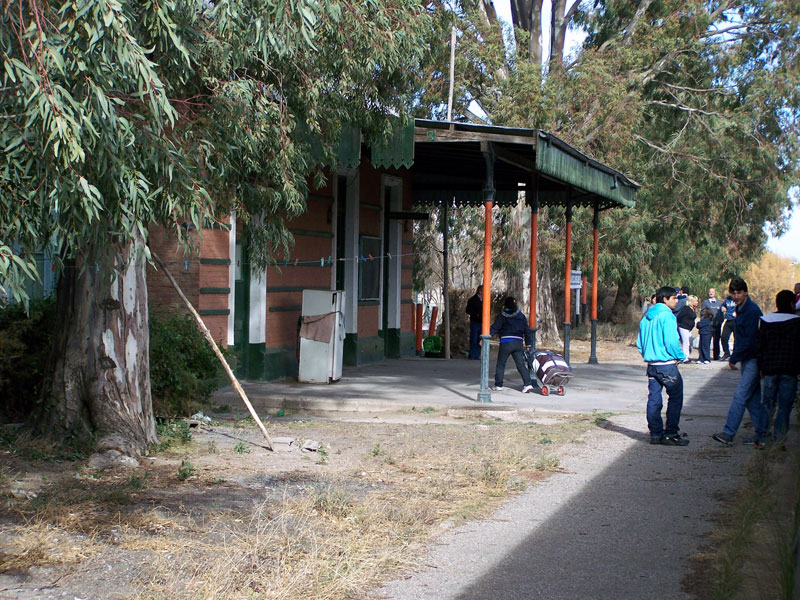
Estación Hilario Ascasubi
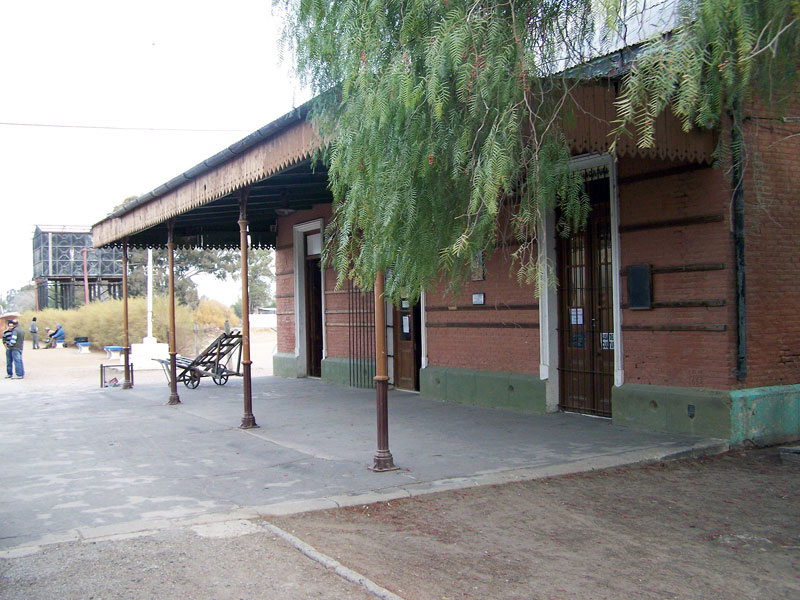
Estación Pedro Luro
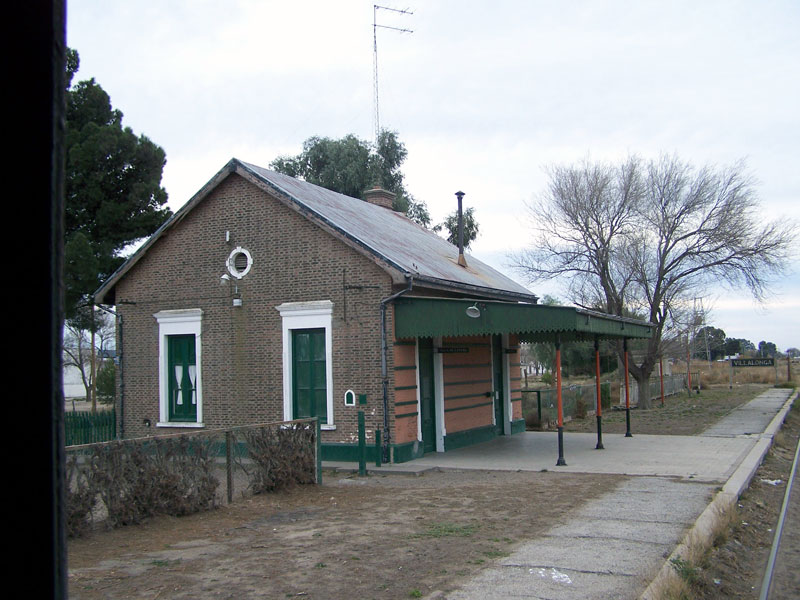
Estación Villalonga
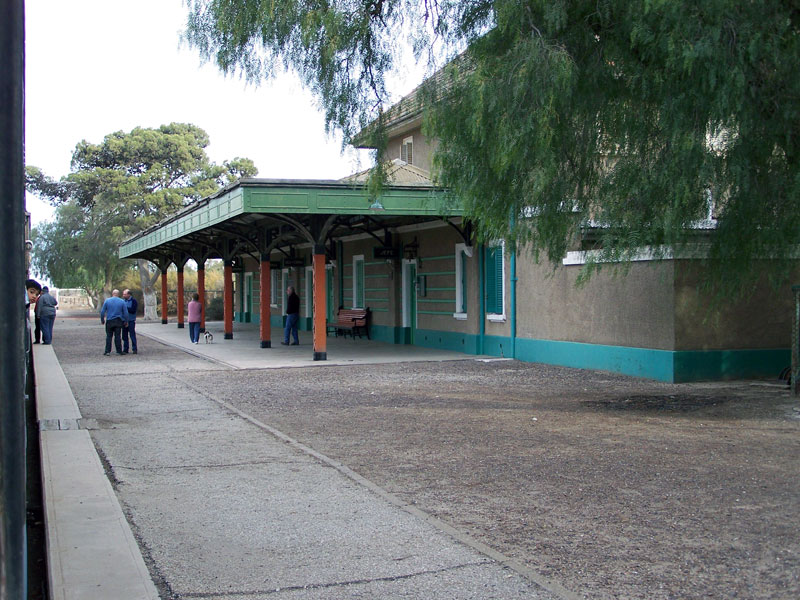
Estación Stroeder
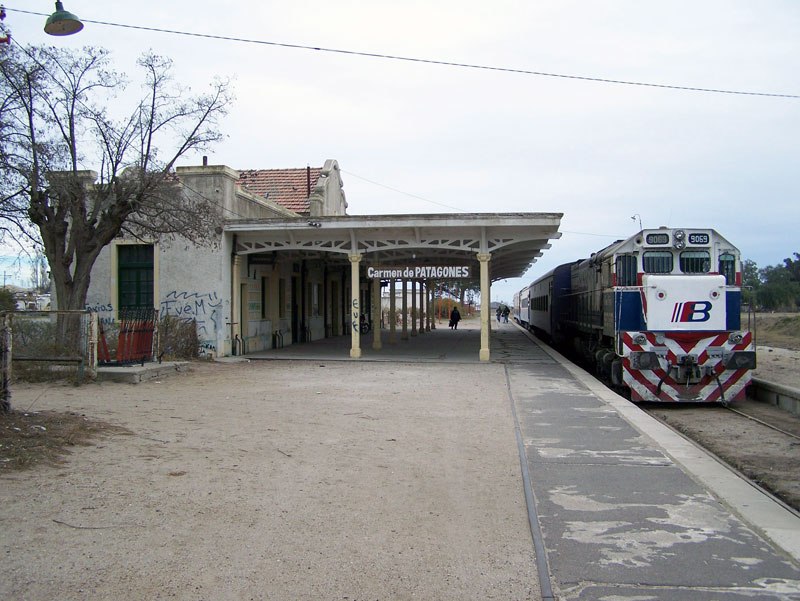
Estación Carmen de Patagones